# FSV 63 Luckenwalde
El FSV 63 Luckenwalde es un equipo de fútbol de Alemania que juega en la Regionalliga Nordost, una de las ligas regionales que conforman la cuarta división de fútbol en el país.

## Historia
El FSV 63 Luckenwalde fue fundado en 1906 con el nombre de  BV 06 Luckenwalde , que se convirtió en  SG Luckenwalde-Süd  en 1945 y  BSG Motor Luckenwalde  en 1951. Después de la caída del Muro de Berlín el club fue refundado en 1963 bajo el nombre de  TSV Luckenwalde  y después de la unificación cambió su nombre a  'FSV 63 Luckenwalde'  que lo conserva hasta la actualidad.
El club fue dos veces finalista de la Berliner Landespokal durante la década de 1920 y fue uno de los miembros fundadores de la Gauliga Berlin-Brandenburg.
Después de varias temporadas en el Brandenburg-Liga el club ganó la liga en 2009 y también consiguió la victoria en la promoción ganando el ascenso a la NOFV-Oberliga Nord. Después de una temporada se trasladó a la NOFV-Oberliga Süd de la liga, pero regresó al norte en 2012 donde finalizó en los primeros lugares. Un tercer puesto en la liga en 2015 clasificó al club para los play-off de promoción por un cupo a la ampliada (se aumentó a 18 equipos) Regionalliga Nordost contra el SSV Markranstädt, llave que el Luckenwalde ganó y logra el ascenso.

## Nombres anteriores
- 1906–1945: BV 06 Luckenwalde
- 1945–1951: SG Luckenwalde-Süd
- 1951–1963: BSG Motor Luckenwalde
- 1963–1990: TSV Luckenwalde
- desde 1990: FSV 63 Luckenwalde

## Jugadores

### Plantilla 2019/20
- = Lesionado de larga duración

## Palmarés
- Brandenburg-Liga: 1 (VI)

2009